# Mogallu
Mogallu est un village du district du Godavari occidental dans l'État d'Andhra Pradesh en Inde. 
Selon le recensement de l'Inde de 2011, la localité compte une population de 7 102 habitants.
Alluri Sitarama Raju, combattant pour la révolution dans son pays serait natif du village.